# 瓦特-魏寧根

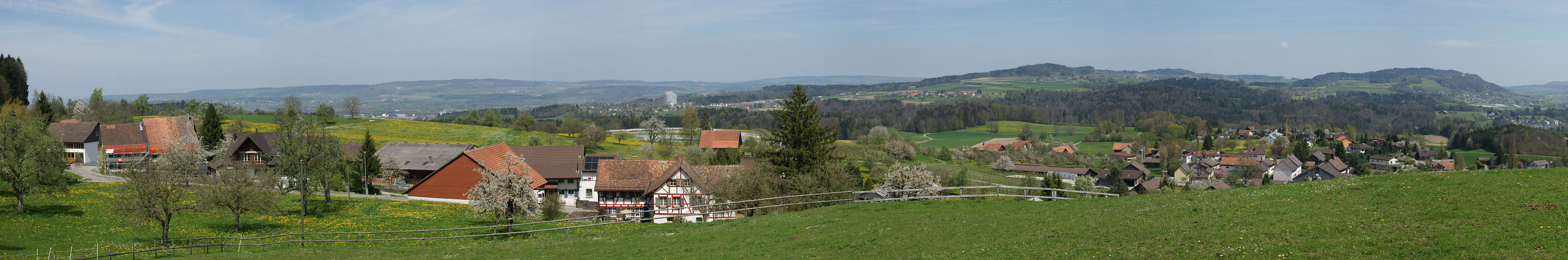

瓦特-魏寧根（德语：Warth-Weiningen）是瑞士的城鎮，位於該國東北部，由圖爾高州負責管轄，面積8.2平方公里，海拔高度445米，2012年人口1,212，五成半人口信奉基督教，人口密度每平方公里148人。